# Le dolci signore
Le dolci signore è un film del 1967 diretto da Luigi Zampa.